# دوريون
الدوريون (/ˈdɔːriənz, ˈdɔːr-/; (باليونانية: Δωριεῖς)‏, Dōrieis, singular Δωριεύς, Dōrieus)، مجموعة عرقية يشكلون جزءًا من الشعب اليوناني القديم. وكانوا يعيشون في الجزء الشمالي الغربي من الوطن الإغريقي القديم قبل سنة 1200 ق.م. وطبقًا لما هو معروف عن الإغريق القدامى، فإن الدورييين قد سيطروا على معظم شبه الجزيرة الجنوبية في نهاية القرن 11 ق م. وأشهر من عُرفوا من الإغريق من أصولٍ دوريّة، هم الأسبرطة، وكانت المدن الدوريّة إلى جانب أسبرطة تشمل كلاً من آرغوس، كورنث، وميغارا، ورودس. واستقر الدوريّون أيضًا في كل من كريت، وصقلية، وجنوب إيطاليا، وجزر سبورادز، وجنوب غرب آسيا الصغرى (تركيا الآن).